# Jasan u Starokolínské
Jasan u Starokolínské je památný jasan ztepilý (Fraxinus excelsior) v Újezdu nad Lesy - Blatově, za úzkým parčíkem vlevo od Starokolínské ulice ve směru z Prahy na Kolín, před křižovatkou s ulicí Novolhotská. Roste jako solitér na soukromém pozemku u čp. 1144 a patří k nejmohutnějším jasanům na území Prahy (větší je snad jen jasan ve Strahovské zahradě).

## Základní údaje
- rok vyhlášení: 2009
- odhadované stáří: 200 let (v roce 2010)
- obvod kmene: 465 cm (2010), 487 cm (2013)
- výška: asi 27 m (2010)
- šířka koruny: 20 m (2010)

## Stav stromu
Strom je ve velmi dobrém stavu, v roce 2009 byl proveden pouze zdravotní řez.

## Další zajímavosti
Strom je sice na soukromém pozemku a je dobře viditelný i přes plot, ale na požádání je zpravidla možné jít až k němu. Má nadprůměrný vzrůst i věk, je to pravděpodobně nejstarší dřevina v katastrálním území Újezd nad Lesy. Doprava: nedaleko je  autobusová zastávka pražské MHD Blatov. O lokalitě Blatov jsou první zmínky už z roku 1229 – podle názvu šlo zřejmě o místo s podmáčenou půdou a mokřady. Původními osadníky tu byli dřevorubci, pracující v nedalekém lese Vidrholec (dnešní Klánovický les).